# Melanie Barcenas
Melanie Barcenas, née le 30 octobre 2007 à San Diego en Californie, est une joueuse de football américaine. Elle joue au San Diego Wave en National Women's Soccer League (NWSL).
En 2023, elle devient la plus jeune joueuse à avoir joué un match en NWSL, à l'âge de 15 ans et 177 jours.

## Biographie
Barcenas naît et grandit à San Diego, en Californie. À 10 ans, elle assiste à un match de l'équipe nationale féminine de football des États-Unis contre le Brésil au stade Qualcomm de San Diego. Elle accompagne les joueuses américaines sur le terrain avant le match. Elle demande à l'attaquant Alex Morgan, sa joueuse préféré, son maillot après le match, que Morgan lui offre.
Barcenas commence à jouer au foot avec le club de San Diego Surf. Elle fait partie de l'équipe des moins de 8 ans du club à avoir remporté la Coupe Albion 2014 National Soccer Showcase à San Diego et finit comme meilleure buteuse de l'équipe des Surf des moins de 12 ans à la Coupe du Président du Far West 2019 à Norco en Californie.

### En club
Le 21 mars 2023, Barcenas signe un contrat de trois ans avec le San Diego Wave à l'âge de 15 ans et 138 jours. Ce contrat fait d'elle la plus jeune signataire de la NWSL, battant le record établi par Chloe Ricketts plus tôt dans le mois (15 ans et 283 jours). Elle fait sa première apparition avec l'équipe lors d'un match de présaison contre Angel City le  mars 2023,.
Barcenas fait ses débuts en saison régulière dans la NWSL le 29 avril 2023, lors d'une défaite 3-1 contre l'Orlando Pride, entrant à la 72e minute. Son apparition, quelque peu retardée par une maladie, fait néanmoins d'elle la plus jeune joueuse de la NWSL à avoir disputé un match de ligue (15 ans et 177 jours),. L'un de ses coéquipiers du Wave est Alex Morgan, dont elle a reçu le maillot en tant que fan, et le lieu du club se trouve sur l'ancien site du parking du stade Qualcomm.

### En sélection
Barcenas possède des origines mexicaine. Le 17 janvier 2022, elle participe au camp d'entraînement de l'équipe nationale mexicaine des moins de 17 ans.
Le 11 avril 2022, Barcenas est la plus jeune joueuse nommée sur la liste initiale de l'équipe nationale des moins de 17 ans des États-Unis pour le Championnat féminin U-17 de la CONCACAF 2022, mais est contrainte de se retirer avant le début du tournoi en raison d'une blessure à la cheville. Elle est appelée dans les matchs amicaux des moins de 17 ans aux États-Unis en août 2022 et dans le camp d'entraînement des moins de 16 ans en octobre 2022.
En février 2023, Barcenas dispute deux matchs hors-concours avec l'équipe des États-Unis des moins de 17 ans.

## Palmarès
San Diego Wave
- Bouclier NWSL : 2023[11]

 Équipe des États-Unis - de 17 ans :
- Vainqueur de la CONCACAF des moins de 17 ans en 2024.